# Rytidosperma paschale
Rytidosperma paschale är en gräsart som först beskrevs av Otto Stapf, och fick sitt nu gällande namn av C.M.Baeza. Rytidosperma paschale ingår i släktet kängurugräs (släktet), och familjen gräs. Inga underarter finns listade i Catalogue of Life.